# Poison the Well
Poison the Well ist eine Post-Hardcore-/Metalcore-Band aus Miami, Florida. Sie gilt als eine der respektiertesten Bands in ihrem Genre und hat seit dem ersten Album 1998 enormen Einfluss genommen. Das US-amerikanische Fachmagazin Guitar World zählt das 1999 erschienene Album The Opposite of December bis heute zu den 100 wichtigsten Rockalben überhaupt.

## Geschichte
Die zu Beginn noch An Acre Lost benannte Band war nach zwei bei Trustkill Records veröffentlichten Alben vorübergehend bei Atlantic Records unter Vertrag, von denen sich die Band jedoch aufgrund von Differenzen vorzeitig wieder trennte. Das Album mit dem Titel Versions erschien am 3. April 2007 über Ferret Records.
Während der Aufnahmen zu Versions entstandene, aber vorerst nicht für die Öffentlichkeit verfügbar gemachte Songs wurden im Zuge von drei 7″-Vinyl-Singles zwischen November 2008 und Mai 2009 veröffentlicht. Für die anlässlich des Record Store Day erhältliche limitierte EP I/III II/III III/III waren alle sechs Stücke der Singles zusammengefasst worden. Als Bonustracks fanden sie sich auch in verschiedenen Varianten des fünften Studioalbums The Tropic Rot, das am 7. Juli 2009 via Ferret Records veröffentlicht wurde.
Im Jahr 2004 verließen Geoff Bergman (Bass) und Derek Miller (Gitarre) die Band, so dass mit Ryan Primack (Gitarre) und Chris Hornbrook (Schlagzeug) zuletzt nur noch zwei Gründungsmitglieder aktiv waren. Zum Kern der Band zählt noch Jeffrey Moreira, der bei allen Alben der Band seit 1999 den Sängerposten innehat.
Im Juli 2010 gab Poison the Well bekannt, dass man eine Pause auf unbestimmte Zeit einlegen werde.
Mitte 2015 spielte die Band zwei Reunion-Konzerte auf US-amerikanischem Boden, bis 2021 folgten eine kleine US-Tour und verschiedene Festivalauftritte.
Im Sommer 2024 gab Poison the Well bekannt, dass man erstmals seit 15 Jahren an einem neuen Album arbeite, im Februar 2025 erschien mit Trembling Level die erste Vorab-Single über SharpTone Records.

## Diskografie

### Alben
- Distance Only Makes the Heart Grow Fonder EP (GoodLife Records, 1998)
- The Opposite of December… A Season of Separation (Trustkill Records, 1999)
- Tear from the Red (Trustkill Records, 2001)
- You Come Before You (Atlantic Records, 2003)
- Versions (Ferret Music, 2007)
- I/III II/III III/III EP (Ferret Music, 2009)
- The Tropic Rot (Ferret Music, 2009)

### Singles
- Ghostchant (Atlantic Records, 2003)
- Letter Thing (Ferret Music, 2007)
- I/III (Ferret Music, 2008)
- II/III (Ferret Music, 2009)
- III/III (Ferret Music, 2009)

### Musikvideos
- Botchla von Tear From The Red
- Apathy Is a Cold Body von You Come Before You
- Letter Thing von Versions
- Exist Underground von The Tropic Rot